# ATSF 1
Az ATSF 1 egy B-B tengelyelrendezésű dízelmozdony-sorozat volt, melyet az amerikai General Motors Electro-Motive Division gyártott. Az 1342 kW teljesítményű mozdonyból összesen egy db készült 1935-ben.